# Forces productives
Les forces productives sont les éléments utilisés par les hommes pour produire leurs moyens d'existence; elles sont composées de la force de travail du corps humain, force musculaire et nerveuse, et des moyens de production sur lesquels elle s'applique : d'une part, la nature elle-même, la terre, avec toutes ses ressources, et d'autre part, les outils, d'abord simples silex taillés qui ne cessent de se perfectionner, pour aboutir après des millénaires de progrès technique aux moyens de production modernes : les machines mues par une énergie naturelle qui n'est plus la force musculaire.

## En économie
L'économiste allemand Friedrich List a critiqué la théorie de la richesse de ses prédécesseurs (Ricardo, Adam Smith), théorie trop limitée car négligeant les biens immatériels, et théorie trop statique car se limitant aux biens existants sans tenir compte des potentialités. Pour lui, ce n'est pas la richesse qui est intéressante, mais la force de travail et l'ensemble des forces productives qui regroupent les forces de travail, les ressources naturelles, les forces intellectuelles, les forces instrumentales et les forces sociales (lois, coutumes, institutions). Une nation qui veut se développer doit associer les différentes forces productives, en insistant sur le rôle stratégique de l'industrie. C'est pourquoi List rend hommage à Charles Dupin d'avoir brossé le « tableau des forces productives et commerciales de la France » en 1827.
Karl Marx a rédigé en 1845 des notes critiques sur Friedrich List (publiées en 1971). Il y affirme que « la force productive est d'emblée déterminée par la valeur d'échange », ce qui signifie que la force de travail de l'ouvrier est une marchandise, « une valeur d'échange dont le niveau dépend de la concurrence » ; le travailleur est donc « l'esclave du capital ». Il est alors visible que pour Marx, le développement capitaliste des forces productives se fait sous des formes contradictoires :
- d'un côté, « La bourgeoisie a créé des forces productives plus nombreuses et plus colossales que l'avaient fait toutes les générations passées prises ensemble[2] », mais d'un autre côté, le capitalisme n'a pas supprimé l'exploitation de la force de travail humaine, il l'a seulement rationalisée au plus haut point ;
- d'une part, le développement scientifique de la production met les forces de la nature au service des hommes, mais d'autre part, ce progrès « sape les deux sources d'où jaillit toute richesse : la terre et le travailleur[3] » ;
- la socialisation des forces productives est toujours plus poussée, mais elle s'opère à l'intérieur du régime de la propriété privée des moyens de production qui a pour seule loi la mise en valeur du capital : « La production devient sociale, mais l'appropriation reste privée[4]. » La force collective du travail est accaparée par le capitaliste privé.

D'une manière plus générale, Marx crée la théorie du matérialisme historique selon laquelle le développement des forces productives humaines et sociales est la réalité fondamentale, la base concrète à partir de laquelle on peut comprendre la structure, l'histoire des sociétés et l'apparition des divers modes de production.

## Force de travail
« L'usage ou l'emploi de la force de travail, c'est le travail. » Marx a montré dans Le Capital que la force de travail humaine se distingue de la force de travail animale, dans le sens où l'animal agit de façon aveugle, purement instinctive, alors que le travail de l'homme est la réalisation dans la matière d'un but conscient préalablement conçu, ce qui mobilise la volonté pour aboutir au résultat anticipé par l'imagination : « Ce qui distingue dès l'abord le plus mauvais architecte de l'abeille la plus experte, c'est qu'il a construit la cellule dans sa tête, avant de la construire dans la ruche. » Cependant, cet aspect créateur et positif du travail humain est battu en brèche par les conditions concrètes de l'exploitation capitaliste : l'ouvrier perd tout contrôle et sur l'objet qu'il contribue à fabriquer, et sur le procès de travail qui se résume souvent à quelques gestes simples et répétitifs, de telle sorte qu'il est possible de parler d'une véritable « aliénation » du travail : le travail n'est plus la manifestation de la force vitale et sociale des hommes, mais un simple moyen de se procurer des moyens de subsistance. Ainsi, il est retrouvé ici l'inégalité fondamentale qui divise les classes sociales : d'un côté des ouvriers (salariés) qui ne possèdent que leur force de travail et qui sont contraints de la vendre pour pouvoir subsister ; de l'autre, des capitalistes, c'est-à-dire les propriétaires des moyens de production et du capital qui leur permet d'acheter le travail des salariés pour en tirer un profit qui va augmenter encore leur capital.

## Moyens de production et outils
Aristote avait analysé le lien étroit qui existe entre la main humaine et l'outil : « La main n'est pas un outil, mais plusieurs, car elle est pour ainsi dire un outil qui tient lieu des autres (...) elle devient à volonté, griffe, serre, corne ou lance ou épée ou toute autre arme ou outil. » Hegel dira que l'outil est une « ruse de la raison » ; en effet, les forces de la nature surpassent infiniment celles de l'homme, mais l'outil permet de retourner un objet naturel contre la nature elle-même, évitant ainsi au corps de s'user au contact de la matière. L'outil est donc une médiation entre l'homme et la nature, qui permet aux hommes d'entrer en relation avec la nature en la transformant de manière toujours plus importante, et en se transformant eux-mêmes du même coup. Marx analyse l'outil comme un prolongement du corps humain ; il reprend la définition de Franklin : l'homme est un « toolmaking animal » un animal fabricateur d'outils, mais il insiste sur l'aspect social : « Ce qui distingue une époque économique d'une autre, c'est moins ce que l'on fabrique, que la manière de fabriquer, les moyens de travail par lesquels on fabrique. »
C'est ainsi qu'il analyse dans Le Capital le passage du métier artisanal et du travail dans la manufacture, au travail dans la fabrique (l'usine) : « Dans la manufacture et le métier, l'ouvrier se sert de son outil ; dans la fabrique, il sert la machine ». Comme le dit Henri Lefebvre : « Dès le début, la machine contient en puissance quelque chose de totalement neuf : l'automatisation du processus productif, donc une rationalité nouvelle et, à la limite, la fin du travail ». Cependant, l'utilisation des machines dans le régime capitaliste, n'induit pas automatiquement une diminution de la journée de travail, mais bien plutôt une augmentation du chômage, et une déqualification et intensification du travail.
Il y a trois aspects fondamentaux des forces productives : le degré de qualification, le degré de collectivisation et le degré de mise en œuvre.
Différents modes de production sont caractérisés de différentes manières par ces aspects. Par exemple, selon Karl Marx, le « mode de production asiatique » met l'accent sur le degré de collectivisation, le mode de production capitaliste demande un fort degré de qualification, le mode de production esclavagiste (Empire romain) met l'accent sur le degré de mise en œuvre (rassembler beaucoup d'esclaves sans qualification pour réaliser de grands œuvres). Cette tripartition a cependant, depuis l'époque de Marx, été remise en question, y compris par les marxistes.